# 1993 TQ36
1993 TQ36 är en asteroid i huvudbältet som upptäcktes den 13 oktober 1993 av den amerikanske astronomen Henry E. Holt vid Palomarobservatoriet.
Asteroiden har en diameter på ungefär 13 kilometer.